# کوه بنگوئه
کوه بنگوئه بلندترین کوه گابن است. این کوه در استان اوگوئه-ایویندو واقع شده است.